# あつかんDRAGON
あつかんDRAGONは、おだち（小田雄介）としんじょう（新城貴大）からなる、高知県を拠点に活動する日本のお笑いコンビ。
合同会社ショープロジェクト所属。

## 概要
2016年1月結成。二人は高知大学の男子寮の先輩後輩の関係。
コンビ名の由来は、「笑いのチカラで世界を熱くするココロの【熱燗＝あつかん】的役割」の「あつかん」と、高知の偉人坂本龍馬から【龍＝DRAGON】をとったというもの。
2019年5月より、コンビ名を「熱燗ドラゴン」から「あつかんDRAGON」に変更している。

## メンバー
おだち（小田雄介 / おだ ゆうすけ　1990年4月23日 - ）
長崎県対馬市出身。高知大学理学部卒業。独身。
血液型B型。身長172cm。体重90kg。顔が人の一回り大きく、普通サイズのヘルメットはなかなか入らないらしい。
剣道3段、少林寺拳法準拳士初段、土佐酒アドバイザーなど資格所有。
ツッコミ担当。
カニ・エビアレルギー。フリーザ様のモノマネが得意。
しんじょう（新城貴大 / しんじょうたかひろ　1993年1月8日 - ）
沖縄県読谷村出身。高知大学文学部卒業。
血液型B型。身長167cm。体重60kg。ゲームが好きで、2019年にウィニングイレブンでe-sports 高知国体で優勝している。
沖縄空手むらさき帯、土佐酒アドバイザーなど資格所有。
ボケ担当。

## 経歴
2人は県外から高知大学に進学し、男子寮「南溟寮」の先輩と後輩の関係。最初はあまり関わりがなかったが、小田が新城を気に入り、仲が良くなる。両者が在学中に小田が新城にコンビ結成を持ちかけているが、新城は一度は断っている。小田の卒業後に、両者の後輩の結婚式でコンビを組んで余興をしたところ、想像以上の反響をもらったことを機に、2016年1月にお笑いコンビ「熱燗ドラゴン」（旧名）を結成。なお、結成当時、新城は在学中であった。

## 出演

### テレビ番組
- 「情報パレット からふる」（2019/10 - 、KUTV/中継リポーター）
- 「あさコレ！」（2019/5 - 、KUTV/コーナー出演）
- 「爆遊!!山ちゃんツーリスト〜ＧＷ情報てんこもり！〜」（2019/4 - 、KUTV/中継リポーター）
- 「テレっちのたまご」（2016/12 - 2019/6、KUTV/コーナー出演 リポーター）

### ラジオ番組
- 「熱燗はちんちんまけまけ」（2018/10 - 、FM高知/パーソナリティ）

### テレビCM
- 日産サティオ高知 「KICKS」 （2020/6 - 、KUTV）
- ワークウェイ「品質も良くてお値段もお手軽なSUPER PRICEブランドのポロシャツ・Tシャツ・カーゴパンツ・軍手・作業手袋」（2020/4 - 、KUTV）
- ワークウェイ「空調風神服」（2019/5 - 、KUTV）

### イベント
- 小村神社前マルシェ（2021/04,11、日高村有志/MC、土佐酒アドバイザー）

- 日高村ひなまつりグルメフェス（2021/03、日高村観光協会/MC）
- 日高村メシふぇす（2020/11、NPO法人ひだかわのわ会）
- イオンモール高知 【新春福袋ラジオ2021】（2020/01・2021/01、FM高知/MC）
- 「第一回土佐学生よさこい大会」（2019/8、土佐学生よさこい祭り実行委員会/出演）
- 「テレビ高知健康マラソン」（リポートラン）
- 「拉麺戦国時代ラーメンフェスティバル2019inおきゃく」（拉麺戦国時代実行委員会・キングダム（株）/MC）
- 「今日はごめん・なはり線の日 15周年イベント」（安芸市役所/出演）
- 「月刊こじゃんと12月号　香美バルリポート」（地域情報誌/リポーター）